# Damas Gratis
Damas Gratis est un groupe de cumbia villera argentin, originaire de San Fernando (ville du nord du Grand Buenos Aires). Il est formé par le claviériste, compositeur et chanteur Pablo Lescano. Leurs influences musicales proviennent principalement du groupe péruvien Los Mirlos dans leur utilisation de la guitare électrique et de la cumbia sonidera mexicaine dans leurs effets électroniques.

## Biographie

### Origines et débuts
Pablo Lescano forme Flor de Piedra en 1999. L'année suivante, en 2000, il est victime d'un accident de moto qui le rend incapable de marcher pendant plusieurs mois. Alité, il commence à créer ce qui s'appellera plus tard Damas Gratis (« Gratuit pour les dames »). Le nom fait référence aux affiches de billetteries : Caballeros $10 / damas gratis (« $10 pour les hommes / gratuit pour les dames »). Pablo commence à chercher un chanteur pour son groupe de cumbia, mais après un certain temps, il décide d'endosser ce rôle. Il enregistre sa première chanson intitulée Se te ve la tanga et plus tard dans la même année il compose le reste des chansons, faisant un total de 12 chansons pour la démo qui deviendrait plus tard le premier album, Para los pibes, remasterisé en 2001.
Le chanteur participe à des films tels que El Bonaerense (2002) et Todoterreno : La Película (2009), un film du groupe de rock Kapanga.

### Succès et polémiques
Le style musical et le rythme des Damas Gratis continuent à progresser jusqu'à transcender les limites de la musique tropicale, comme en témoignent divers articles publiés dans les principaux journaux argentins tels que Clarín,,, La Nación, El País, le Buenos Aires Herald et des magazines tels que Noticias et Rolling Stone qui ont également traité de ce phénomène qui a révolutionné la scène musicale tropicale et a suscité en même temps un riche débat sur les chaînes de télévision à propos de la culture des « villas miserias » (bidonvilles). À un certain moment, Damas Gratis et la plupart des groupes de cumbia villera ont été remis en question et, dans une certaine mesure, interdits en raison des thèmes forts de leurs paroles.

### Depuis 2010
En mai 2010, Damas Gratis et l'auteur-compositeur-interprète argentino-américain Kevin Johansen participent au festival Bicentenario de la Revolución de Mayo, où ils interprètent une reprise de Himno a Sarmiento. Cette initiative est accueillie par des critiques et des polémiques, mais a également reçu le soutien de certains secteurs.
En novembre 2012, Damas Gratis reçoit le prix Carlos Gardel du « meilleur album de groupe tropical » pour l'album Esquivando el éxito. Il convient de noter que la chanson la plus réussie de cet album est Aquí la tienes, une chanson également composée par Rodolfo Garavagno et Koli Arce, qui a été interprétée en duo par Pablo Lescano et le chanteur international Vicentico. Avec cet album et des chansons de cette ampleur (paroles d'amour), Damas Gratis devient, à partir de ce moment-là, le groupe le plus populaire de la musique tropicale argentine. Le 7 décembre, ils donnent leur cinquième concert au stade Luna Park à guichets fermés, où ils fêtent leurs années d'activité avec des musiciens invités et leur public. En 2018, leur popularité revient lorsqu'ils se produisent au festival Lollapalooza Argentina où le genre cumbia est présenté à ce festival pour la première fois, ce qui fait l'une des meilleures performances du groupe. Lors de ce festival, il se fait remarquer grâce à la reprise de No te creas tan importante avec Viru Kumbierón qui sera l'une des chansons les plus écoutées en 2018 en Argentine et sera entendue dans plusieurs pays d'Amérique latine. Puis avec la reprise de Me vas a extrañar avec le même artiste de la chanson précédente, il reconsolide sa popularité auprès du public.

## Discographie
- 2000 : Para los pibes (DBN)
- 2001 : En vivo - Hasta las manos
- 2002 : Operación Damas Gratis
- 2002 : El Bonarense
- 2004 : 100% Negro cumbiero
- 2004 : En vivo
- 2005 : Sin remedio
- 2006 : Solo para entendidos
- 2008 : La Gota que rebasó el vaso (Pelo Music)
- 2009 : 10 años de oro (concert au Luna Park)
- 2011 : Esquivando el éxito (EMI Group)
- 2016 : Somos Nosotros los Buenos (Pelo Music)
- 2018 : 40 Minutos ATR
- 2019 : Inéditos (Reedición de 10 años de oro pero sin los temas en vivo)